# ステイシー・モラン
ステイシー・モラン（Stacy Moran, 1974年1月14日 - ）は、アメリカ合衆国フロリダ州パームビーチ出身の女優、女性モデル。

## 経歴
1993年10月号の米国版ペントハウス誌においてPet of the Monthの称号を得た。
その後、1995年公開のホラー映画「Embrace of the Vampire」(アリッサ・ミラノ主演)にSabrina Allen名義で出演した。 